# Biorritmo

Gráfico de biorritmo durante os primeiros 66 dias após o nascimento:

A teoria do biorritmo é a ideia pseudocientífica de que a vida diária das pessoas é afetada de forma significativa por ciclos rítmicos com períodos de exatamente 23, 28 e 33 dias:  um ciclo físico de 23 dias, um ciclo emocional de 28 dias e um ciclo intelectual de 33 dias. A ideia foi desenvolvida por Wilhelm Fliess no final do século XIX e popularizada nos Estados Unidos no final da década de 1970. A proposta foi testada de forma independente e não foi encontrada qualquer validade para a mesma.
 
| Ciclo Físico      | 23 dias - circavigintan coordenação força bem-estar                                    |
| Ciclo Emocional   | 28 dias - Circatrigintan criatividade sensibilidade humor percepção                    |
| Ciclo Intelectual | 33 dias - circatringintan alerta funções analíticas análise lógica memória comunicação |

O gráfico de biorritmo quando uma pessoa nasceu

De acordo com a noção de biorritmos, a vida de uma pessoa é influenciada por ciclos biológicos rítmicos que afetam sua capacidade em vários domínios, como atividade mental, física e emocional. Esses ciclos começam no nascimento e oscilam de forma constante ( onda senoidal ) ao longo da vida e, ao modelá-los matematicamente, sugere-se que o nível de habilidade de uma pessoa em cada um desses domínios pode ser previsto dia a dia. Baseia-se na ideia de que as funções de secreção química e hormonal do biofeedback dentro do corpo podem apresentar um comportamento sinusoidal ao longo do tempo.
A maioria dos modelos de biorritmo usa três ciclos: um ciclo físico de 23 dias, um ciclo emocional de 28 dias e um ciclo intelectual de 33 dias. Embora o ciclo de 28 dias tenha a mesma duração do ciclo menstrual médio da mulher e tenha sido originalmente descrito como um ciclo "feminino" (veja abaixo), os dois não estão necessariamente sincronizados. Cada um desses ciclos varia entre extremos altos e baixos de forma senoidal, com dias em que o ciclo cruza a linha zero descritos como “dias críticos” de maior risco ou incerteza.
Os números de +100% (máximo) a -100% (mínimo) indicam onde em cada ciclo estão os ritmos em um determinado dia. Em geral, um ritmo a 0% ultrapassa o ponto médio e pensa-se que não tem qualquer impacto real na vida de uma pessoa, enquanto um ritmo a +100% (no pico desse ciclo) daria uma vantagem nessa área, e um ritmo em -100% (no final desse ciclo) tornaria a vida mais difícil nessa área. Não há nenhum significado particular para um dia em que os ritmos de uma pessoa estão todos altos ou baixos, exceto os benefícios ou obstáculos óbvios que se pensa que esses extremos raros têm na vida de uma pessoa.
Além dos três ciclos populares, vários outros ciclos foram propostos, baseados na combinação linear dos três, ou em ritmos mais longos ou mais curtos.

## Cálculo
As teorias publicadas estabelecem as equações para os ciclos como:
- físico: {\displaystyle \sin(2\pi t/23)} ,
- emocional: {\displaystyle \sin(2\pi t/28)} ,
- intelectual: {\displaystyle \sin(2\pi t/33)} ,

onde {\displaystyle t} indica o número de dias desde o nascimento. A aritmética básica mostra que a combinação dos ciclos mais simples de 23 e 28 dias se repete a cada 644 dias (ou 13⁄4 anos), enquanto a combinação tripla de ciclos de 23, 28 e 33 dias se repete a cada 21.252 dias (ou 58,18+ anos).

## História
Os ritmos de 23 e 28 dias usados pelos biorritmistas foram concebidos pela primeira vez no final do século XIX por Wilhelm Fliess, um médico berlinense e amigo de Sigmund Freud . Fliess acreditava ter observado regularidades em intervalos de 23 e 28 dias em uma série de fenômenos, incluindo nascimentos e mortes. Ele rotulou o ritmo de 23 dias de “masculino” e o ritmo de 28 dias de “feminino”, correspondendo ao ciclo menstrual.
Em 1904, o professor de psicologia vienense Hermann Swoboda chegou a conclusões semelhantes. Alfred Teltscher, professor de engenharia da Universidade de Innsbruck, desenvolveu o trabalho de Swoboda e sugeriu que os dias bons e ruins de seus alunos seguiam um padrão rítmico; ele acreditava que a capacidade de absorção, a capacidade mental e o estado de alerta do cérebro ocorriam em ciclos de 33 dias. Um dos primeiros pesquisadores acadêmicos de biorritmos foi Nikolai Pärna, nascido na Estônia, que publicou um livro em alemão chamado Ritmo, Vida e Criação em 1923.
A prática de consultar biorritmos foi popularizada na década de 1970 por uma série de livros de Bernard Gittelson, incluindo Biorhythm—A Personal Science, Biorhythm Charts of the Famous and Infamous, e Biorhythm Sports Forecasting . A empresa de Gittelson, Biorhythm Computers, Inc., fez negócios vendendo gráficos e calculadoras pessoais de biorritmo, mas sua capacidade de prever eventos esportivos não foi comprovada.

Mapear biorritmos para uso pessoal era popular nos Estados Unidos durante a década de 1970; muitos lugares (especialmente fliperamas e áreas de diversão) tinham uma máquina de biorritmo que fornecia gráficos na entrada da data de nascimento. Os programas de biorritmo eram uma aplicação comum em computadores pessoais ; e no final da década de 1970, também havia no mercado calculadoras portáteis de biorritmo, a Kosmos 1 e a Casio Biolator .

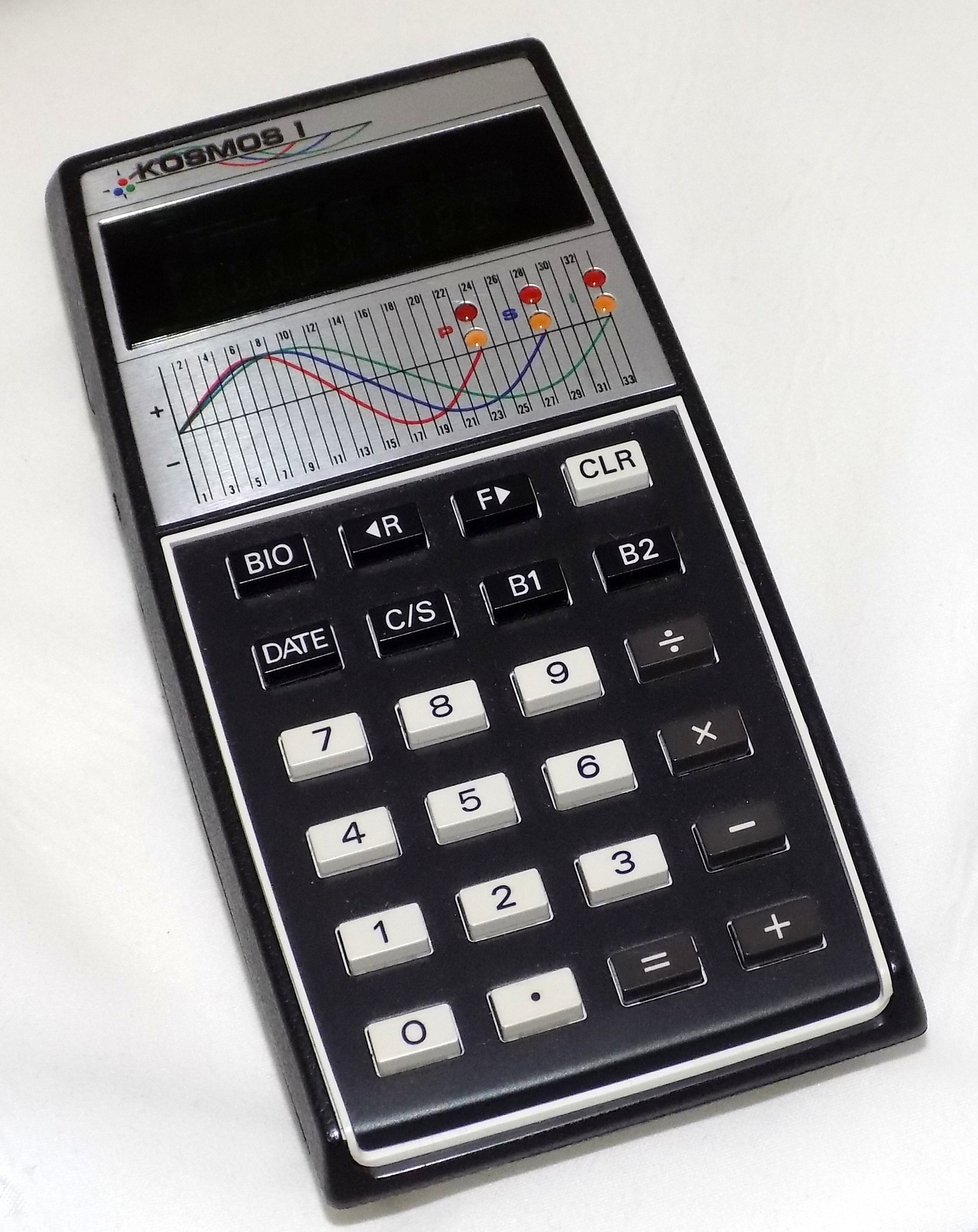
Cosmo 1
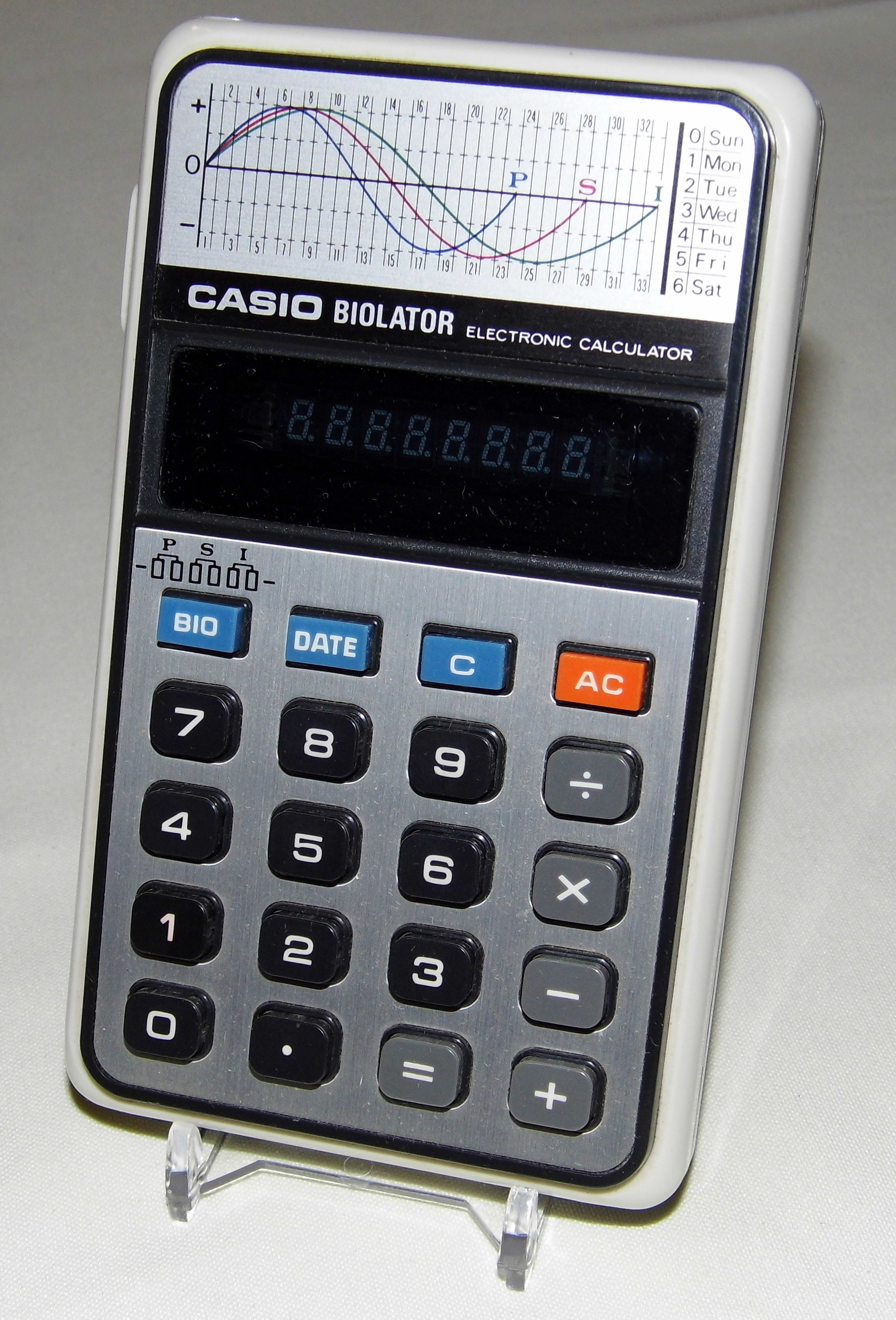
Biolador Casio
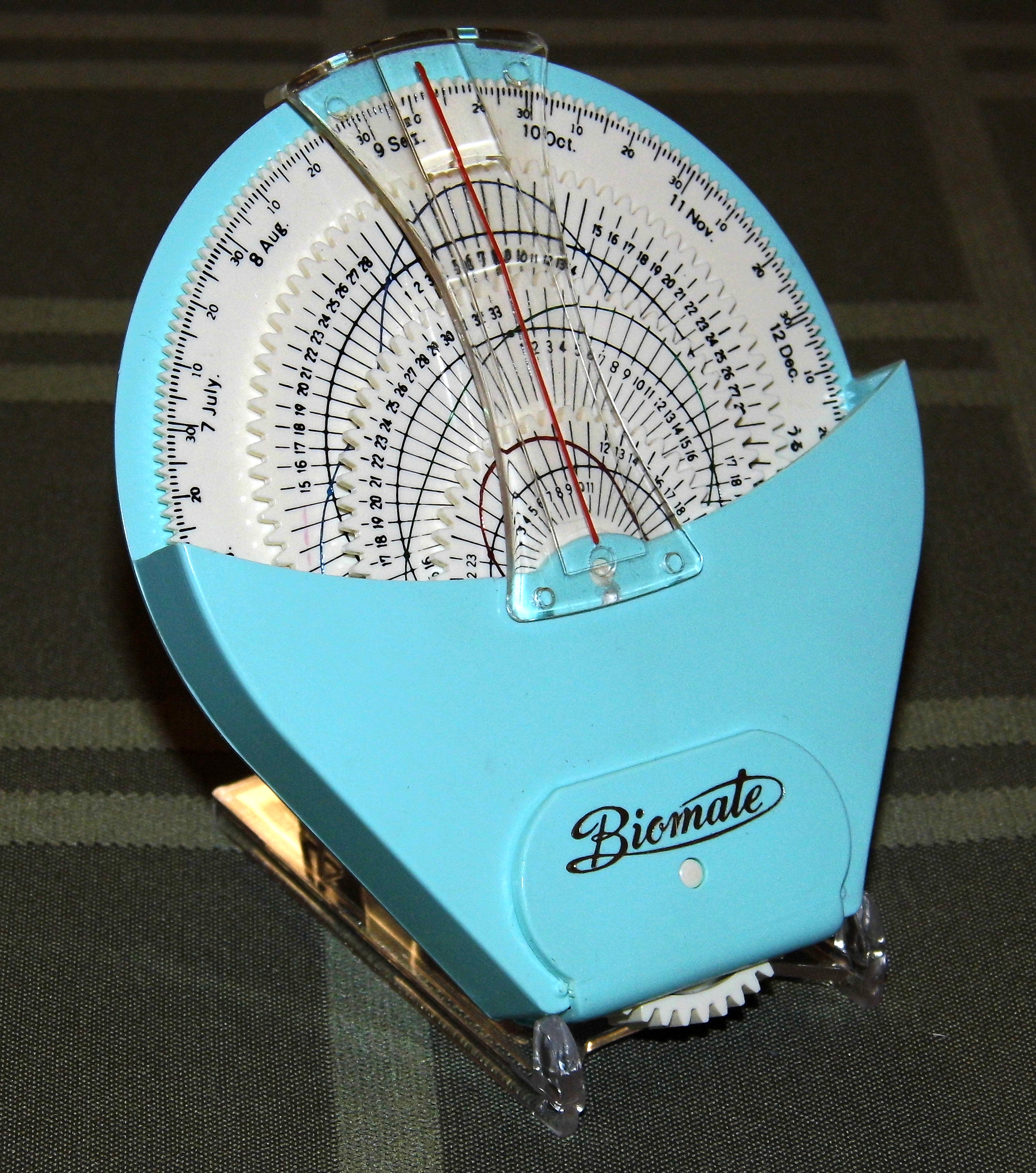
Calculadora de biorritmo japonesaBiomato

## Visões críticas
Houve cerca de três dúzias de estudos publicados sobre a teoria do biorritmo, mas de acordo com um estudo de Terence Hines, todos eles apoiaram a hipótese nula de que não há correlação entre a experiência humana e os supostos biorritmos além do que pode ser explicado por coincidência, ou, nos casos em que os autores alegaram ter evidências para a teoria do biorritmo, erros metodológicos e estatísticos invalidaram suas conclusões. Hines concluiu, portanto, que a teoria não é válida.
Os defensores continuaram a defender a teoria apesar da falta de evidências científicas corroborantes, levando à acusação de que ela havia se tornado uma espécie de pseudociência devido à rejeição de testes empíricos por parte de seus proponentes:

Um exame de cerca de 134 estudos de biorritmo descobriu que a teoria não é válida (Hines, 1998). É empiricamente testável e demonstrou ser falso. Terence Hines acredita que este facto implica que a teoria do biorritmo “não pode ser adequadamente denominada uma teoria pseudocientífica”. Contudo, quando os defensores de uma teoria empiricamente testável se recusam a desistir da teoria face a provas esmagadoras contra ela, parece razoável chamar a teoria de pseudocientífica. Pois, de facto, os adeptos de tal teoria declararam pelo seu comportamento que não há nada que a possa falsificar, mas continuam a afirmar que a teoria é científica.:175Original (em inglês): An examination of some 134 biorhythm studies found that the theory is not valid (Hines, 1998). It is empirically testable and has been shown to be false. Terence Hines believes that this fact implies that biorhythm theory 'can not be properly termed a pseudoscientific theory'. However, when the advocates of an empirically testable theory refuse to give up the theory in the face of overwhelming evidence against it, it seems reasonable to call the theory pseudoscientific. For, in fact, the adherents to such a theory have declared by their behaviour that there is nothing that could falsify it, yet they continue to claim the theory is scientific. :175— Robert Todd Carroll The Skeptic's Dictionary (em inglês)

O fisiologista Gordon Stein no livro Encyclopedia of Hoaxes (1993) escreveu: 
Faltam tanto a base teórica como a verificação científica prática da teoria do biorritmo. Sem eles, os biorritmos tornaram-se apenas mais uma alegação pseudocientífica que as pessoas estão dispostas a aceitar sem a necessidade de provas. Aqueles que vendem calculadoras e livros de biorritmo a um público crédulo são culpados de fazer afirmações fraudulentas. Eles são fraudadores do público se souberem que o que estão dizendo não tem justificativa nos fatos.
Um estudo de 1978 sobre a incidência de acidentes industriais não encontrou suporte empírico nem teórico para o modelo de biorritmo.
No livro de Underwood Dudley, Numerology: Or What Pythagoras Wrought, ele fornece um exemplo de situação em que um mágico fornece a uma mulher seu gráfico de biorritmo que supostamente incluía os próximos dois anos de sua vida. As mulheres enviaram cartas ao mágico descrevendo a precisão do gráfico. O mágico enviou-lhe propositalmente um gráfico de biorritmo baseado em uma data de nascimento diferente. Depois de explicar que enviou o prontuário errado para ela, ele enviou outro prontuário, também com a data de nascimento errada. Ela então disse que este novo gráfico era ainda mais preciso que o anterior. Este tipo de crença crédula e deliberada em prognósticos vagos ou imprecisos deriva de um raciocínio motivado apoiado pela aceitação falaciosa do viés de confirmação, da racionalização post hoc e da sugestionabilidade .
Wilhelm Fliess “foi capaz de impor seus padrões numéricos em praticamente tudo”  e trabalhou para convencer outros de que os ciclos acontecem dentro de homens e mulheres a cada 23 e 28 dias. Matematicamente, a equação de Fliess, n = 23x +28y é irrestrita, pois existem infinitas soluções para x e y, o que significa que Fliess e Sigmund Freud (que adotou essa ideia no início da década de 1890 ) poderiam prever o que quisessem com a combinação .
As avaliações céticas das diversas propostas de biorritmo levaram a uma série de críticas que criticaram o assunto publicadas nas décadas de 1970 e 1980. Os defensores do biorritmo que se opuseram às remoções alegaram que, como os ritmos circadianos tinham sido verificados empiricamente nos ciclos de sono de muitos organismos, os biorritmos eram igualmente plausíveis. No entanto, ao contrário dos biorritmos, que se afirma terem períodos precisos e inalterados, os ritmos circadianos são encontrados através da observação do próprio ciclo e os períodos variam em duração com base em factores biológicos e ambientais. Assumir que tais fatores eram relevantes para o biorritmo resultaria em combinações de ciclos caóticos que removeriam quaisquer características "preditivas".

### Estudos adicionais
Vários estudos experimentais controlados não encontraram correlação entre os ciclos de 23, 28 e 33 dias e o desempenho acadêmico. Esses estudos incluem:

#### James (1984)
James levantou a hipótese de que se os biorritmos estivessem enraizados na ciência, então cada ciclo de biorritmo proposto contribuiria para o desempenho da tarefa. Além disso, ele previu que cada tipo de ciclo de biorritmo (isto é, intelectual, físico e emocional) teria maior influência nas tarefas associadas ao tipo de ciclo correspondente. Por exemplo, ele postulou que os ciclos de biorritmo intelectual seriam mais influentes no desempenho em testes acadêmicos. Para testar suas hipóteses, James observou 368 participantes, observando seu desempenho em tarefas associadas ao funcionamento intelectual, físico e emocional. Com base nos dados recolhidos na sua investigação experimental, James concluiu que não havia relação entre o estado biorrítmico dos sujeitos (em qualquer um dos três tipos de ciclo) e o seu desempenho nos testes práticos associados.

#### Peveto (1980)
Peveto examinou a relação proposta entre biorritmos e desempenho acadêmico, especificamente em termos de capacidade de leitura. Através do exame dos dados coletados, Peveto concluiu que não houve diferenças significativas no desempenho acadêmico dos alunos, no que diz respeito à leitura, durante as posições alta, baixa ou crítica, nem do ciclo do biorritmo físico, nem do ciclo do biorritmo emocional, nem do ciclo do biorritmo emocional. o ciclo do biorritmo intelectual. Como resultado, concluiu-se que os ciclos de biorritmo não têm efeito no desempenho acadêmico dos alunos, quando o desempenho acadêmico foi medido pela habilidade de leitura.